# Bloch MB.90
Le Bloch MB.90 est un avion biplace de tourisme de l'entre-deux-guerres. Cet appareil qui présentait une forte similitude d’aspect avec le célèbre Piper Cub mais ne fut pas construit en série.
C’est pour participer au Challenge de tourisme international disputé à partir du 12 août 1932 que la Société des avions Marcel Bloch développa un biplace en tandem, monoplan à aile haute haubanée et train classique fixe. La structure de l’appareil était métallique, des tubes d’acier soudés constituant le fuselage, et supportait un revêtement entoilé. Deux appareils furent mis en chantier et inscrits sur la liste des participants mais aucun ne se présenta à Berlin pour le départ de la compétition.
- Bloch MB.90 : Le MB.90-01 (F-AMBO) débuta ses essais en juin 1932. Il fut acheté par Desmazières, auteur d’un remarquable raid Paris-Madagascar avec René Lefèvre sur Potez 36 l’année précédente, et qui devait le piloter durant le Challenge. Cet avion fut par la suite modifié en MB.93.
- Bloch MB.91 : Proposé en 1933, ce modèle devait recevoir un moteur Pobjoy Niagara de 120 ch. Une dérive arrondie remplaçait la dérive trapézoïdale d‘origine[1].
- Bloch MB.92 Grand Tourisme : On retrouvait sur cet appareil (F-AMQT) que Zacharie Heu décolla pour la première fois le 9 septembre 1932[1] la dérive arrondie du MB.91, associée cette fois à un moteur Renault 4Pei de 120 ch entraînant une hélice métallique. Les mâts supportant le porte-à-faux de la voilure n’étaient pas parallèles comme sur les premiers modèles mais divergents et le train d’atterrissage était légèrement modifié. Cet appareil passa entre plusieurs mains avant de disparaître dans la tourmente de 1940.
- Bloch MB.93 : Toujours propriété de Desmazières, le MB.90-01 fut modifié en juillet 1933[1] : moteur de Havilland Gipsy Major I de 120 ch, dérive et mâts de voilure du MB.92, vitres arrière triangulaires.

## Sources
1. 1 2 3 4  Dassault Aviation